# Regència d'Espartero

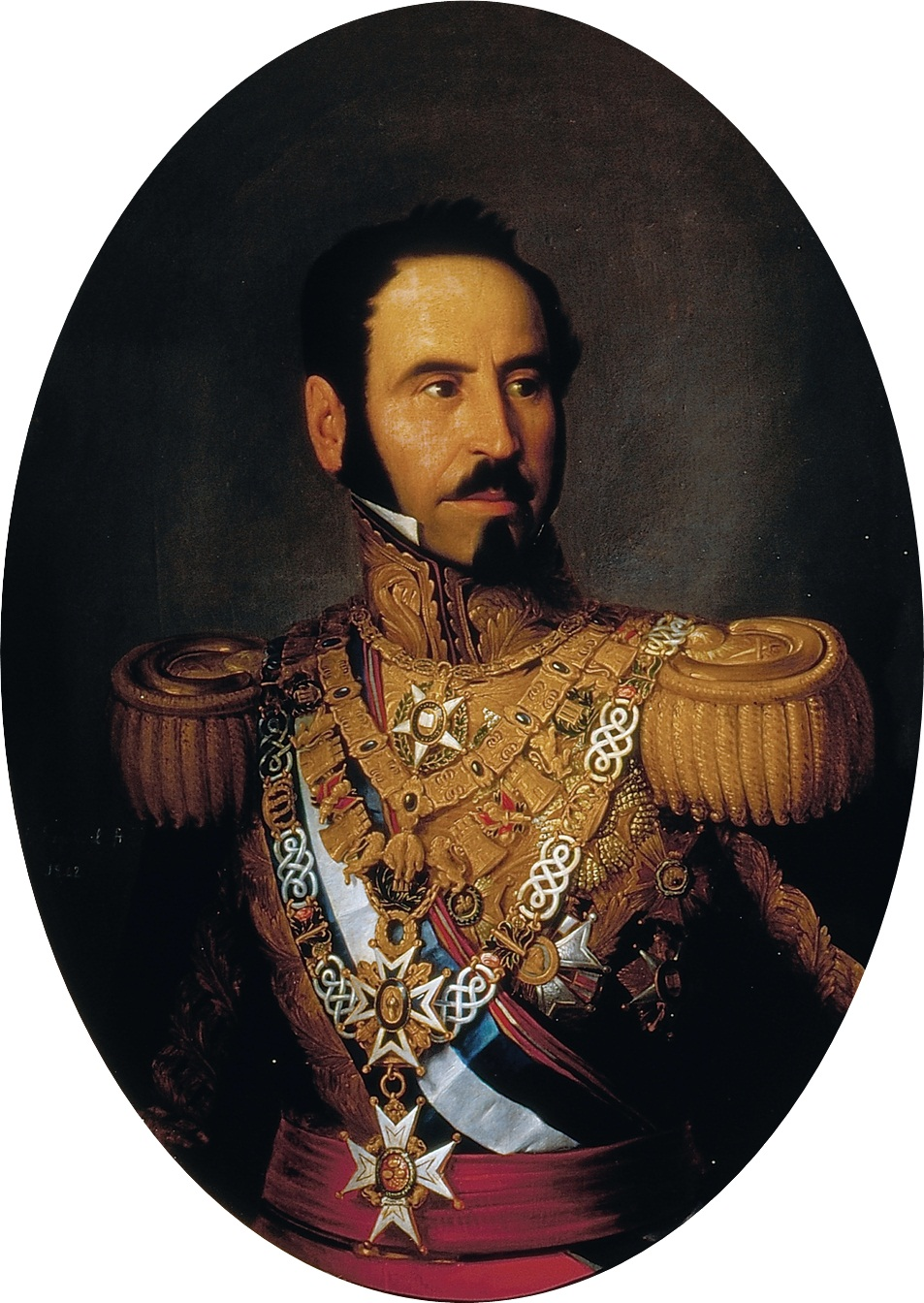
General Baldomero Espartero.

La regència d'Espartero va ser un període de la minoria d'edat d'Isabel II d'Espanya, així anomenat perquè el general Baldomero Espartero, després del triomf de la "revolució de 1840" que va posar fi a la regència de María Cristina de Borbó, mare de la futura reina Isabel II, que llavors comptava amb nou anys. Acaba en 1843 quan un moviment militar i cívic, encapçalat per una part del Partit Progressista i del Partit Moderat, que comptava amb els generals afins Ramón María Narváez, Francisco Serrano i Leopoldo O'Donnell, va obligar Espartero a marxar a l'exili. La coalició antiesparterista va decidir llavors proclamar la majoria d'edat d'Isabel, quan va complir els tretze anys, a l'octubre de 1843, iniciant-se així el seu regnat efectiu.

## La "revolució de 1840" i el final de la Regència de Maria Cristina de Borbó

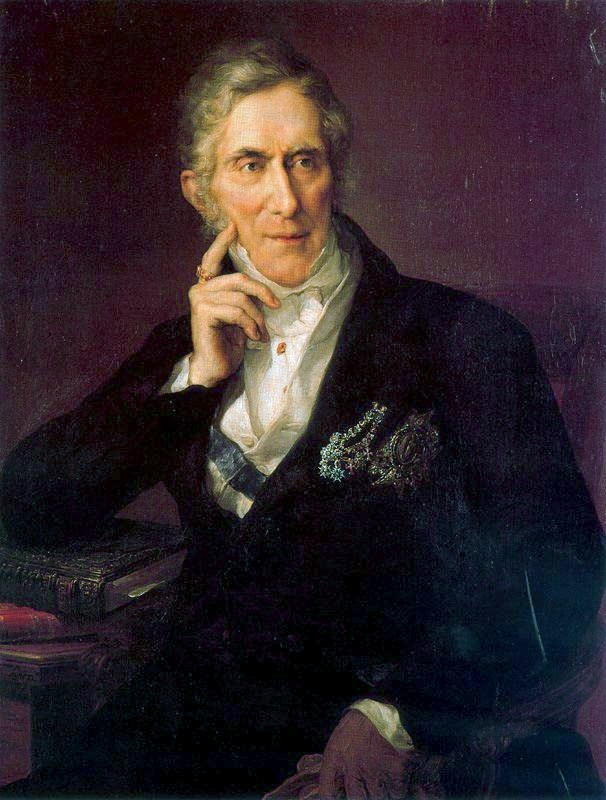
Evaristo Pérez de Castro, president del govern moderat que va impulsar la Llei d'Ajuntaments de 1840

La presentació a les Corts, pel govern del moderat Evaristo Pérez de Castro, de la Llei d'Ajuntaments va consumar la ruptura entre els partits moderat i progressista, ja que en el projecte, a més de retallar les competències municipals, el govern era qui nomenava els alcaldes, la qual cosa, segons els progressistes era contrari a la Constitució. Els progressistes van recórrer a la pressió popular durant el debat de la llei i quan aquesta va ser aprovada van optar per abandonar la cambra, desplegant una campanya des de la premsa i des dels ajuntaments perquè la regent María Cristina no sancionés la llei. Quan van veure que la regent estava disposada a signar-la, van dirigir les seves peticions al general Baldomero Espartero, el personatge més popular del moment pel seu triomf en la Primera Guerra Carlista i que es mostrava més proper al progressisme que al moderantisme. L'enorme popularitat de què gaudia Espartero -el «pacificador d'Espanya»- va quedar palesa quan es va produir la seva entrada triomfal a Barcelona el 14 de juny de 1840.
La Regent es va traslladar llavors a Barcelona, on li va oferir a Espartero la Presidència del Consell de Ministres però aquest, per acceptar el nomenament, va exigir que María Cristina no sancionés la Llei d'Ajuntaments. Així que, quan el 15 de juliol de 1840 va signar la llei, va esclatar una greu crisi política que va obligar el govern de Pérez de Castro a dimitir el 18 de juliol, i a partir de l'1 de setembre van esclatar revoltes progressistes en moltes ciutats on es van formar "juntes revolucionàries" que desafiaven l'autoritat de María Cristina.
El 5 de setembre María Cristina va ordenar al general Espartero des de València -on havia marxat a causa de l'ambient hostil que havia trobat a Barcelona- que marxés a Madrid per acabar amb la rebel·lió -que també seria coneguda com la "revolució de 1840"-, però Espartero "es va negar amb bones paraules, que contenien, en el fons, tot un programa polític: la reina havia de, en la seva opinió, signar un manifest en el qual es comprometés a respectar la Constitució, a dissoldre les Corts (moderades) i a sotmetre les que resultessin elegides a la revisió de les lleis aprovades en l'última legislatura, entre elles, se sobreentén, la Llei d'Ajuntaments". Deu dies més tard, María Cristina no va tenir altre remei que nomenar president del govern el general Espartero "en l'esperança de frenar la marea revolucionària que s'havia apoderat del país".
L'entrevista a València entre Espartero i María Cristina de Borbó es va realitzar el 12 d'octubre de 1840 i durant la reunió María Cristina li va comunicar la seva decisió d'abandonar la regència i deixar-li la cura de les seves filles, Isabel II i la seva germana Lluïsa Ferranda de Borbó. El mateix dia María Cristina de Borbó signava la seva renúncia a la regència -i la convocatòria d'eleccions- i el 17 d'octubre embarcava a València cap a Marsella, per iniciar un exili -"voluntari" segons Juan Francisco Fuentes; "forçat" segons Jorge Vilches- que duraria tres anys. Segons Josep Fontana, María Cristina "va rebutjar a València les condicions que se li exigien i va decidir renunciar a la regència i exiliar-se a França, no per retirar-se de la política, sinó per conspirar des d'allí amb més seguretat", com ho va posar en evidència el fracassat pronunciament moderat de 1841 instigat per ella.

## La Regència

### El nomenament d'Espartero com a regent i les disensiones amb els progressistes
Després de la marxa de María Cristina a l'exili, la regència la va exercir interinament el govern presidit per Espartero, segons el que establia la Constitució de 1837, en el que es va anomenar “Ministeri-Regència”, fins que les Corts decidissin. La Constitució, amb relació a la regència, deia: “fins que les Corts nomenin la regència, el regne serà governat provisionalment pel pare o la mare del rei i, si no hi són, pel Consell de Ministres”.
La primera mesura que va prendre el nou govern va ser satisfer la principal reivindicació dels progressistes, que havia motivat la “revolució de 1840”: va suspendre la Llei d'Ajuntaments sancionada per María Cristina. A continuació va convocar eleccions a Corts que es van celebrar l'1 de febrer de 1841 i que van donar una àmplia victòria al Partit Progressista, degut, en part, al retraïment del Partit Moderat, la qual cosa desvirtuava el resultat i desnaturalitzava l'essència mateixa d'un règim parlamentari i representatiu. Mancant-hi una veritable oposició al govern, per l'absència dels moderats en les Corts, aquesta la va assumir una part del propi partit progressista, com es va poder comprovar quan es va començar a discutir la qüestió de la regència.
En el debat sobre la regència a les Corts es va produir la divisió, dins del Partit Progressista, entre “unitaris” i “trinitaris”. Els primers, també anomenats “esparteristes”, defensaven que la regència l'exercís una única persona, i que aquesta persona havia de ser el general Espartero, mentre que els segons, temorosos de l'enorme poder que tindria el general, van proposar una regència composta per tres persones, una de les quals seria Espartero. Per als “trinitaris”, una regència composta de tres persones implicava “un equilibri major entre elements civils i militars i un control més precís, per tant, de la Regència, recordant la trajectòria de María Cristina”.

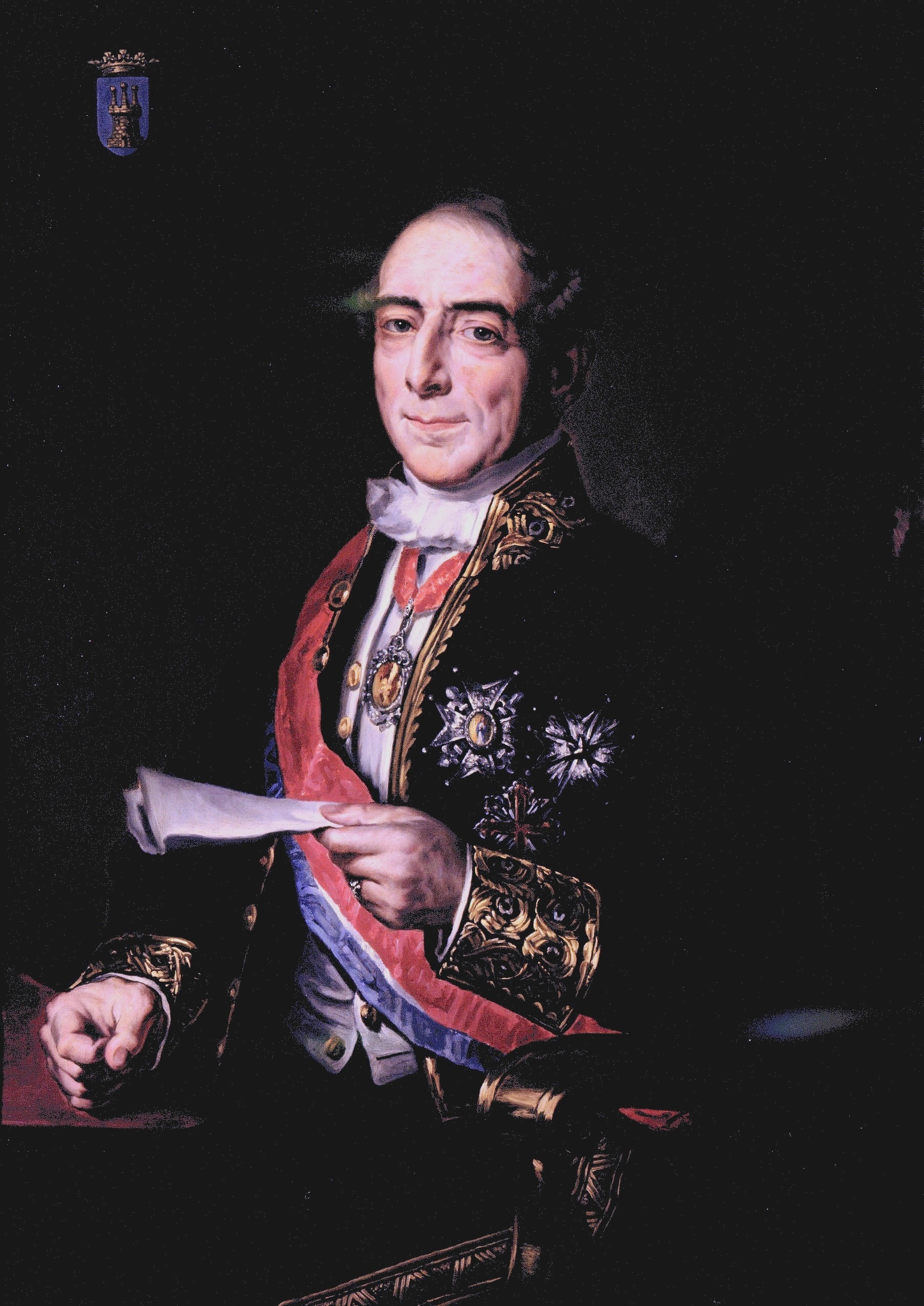
Antonio González y González per Ricardo María Navarrete y Fos.

Quan les noves Corts, inaugurades el 19 de març de 1841, van votar quantes persones havien de formar la regència, els “esparteristas” van guanyar la votació amb 153 diputats a favor de la regència única, però els “trinitaris” van aconseguir un resultat notable, amb 136 diputats que van donar suport a la regència a tres. Així doncs, Espartero “va poder comprovar que el suport dels seus socis de govern, els progressistes, no seria ni unànime ni incondicional”. Finalment, el 10 de maig, el general Espartero va ser escollit regent per les Corts per 179 vots, encara que el candidat “trinitari” Agustín de Argüelles va aconseguir el suport de 110 diputats, un resultat gens menyspreable, que va marcar la seva elecció com a president del Congrés dels Diputats i com a tutor de la reina Isabel II. “S'havia produït la primera fissura important entre Espartero i el partit progressista”.
Les divergències entre una part del partit progressista i Espartero van continuar quan aquest, assumida la regència, va nomenar president del govern, el 20 de maig, Antonio González y González, un home de la seva confiança, però que no era del grat dels principals líders progressistes. A més, amb aquest nomenament conjuminava el fet de ser cap de l'Estat i el de presidir de facto l'executiu, la qual cosa suposava una greu distorsió del règim parlamentari.

### El malestar contra els “ayacuchos” i el naixement del militarisme

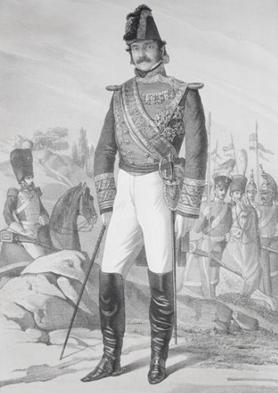
General Valentín Ferraz, membre dels "ayacuchos".

Al cap de poc d'assumir la regència, Espartero va ser acusat per certs sectors de l'exèrcit i dels partits moderat i progressista que la seva política de nomenaments militars –i en alguns casos també civils- afavoria únicament als membres de la seva camarilla militar coneguda amb el nom dels ayacuchos. Es tractava de generals que gaudien de la màxima confiança del regent perquè havien combatut i desenvolupat la seva carrera militar amb ell en les guerres d'independència hispanoamericanes, i d'aquí els venia el nom d'“ayacuchos” -en referència a l'última batalla d'aquella guerra, batalla en la qual, per cert, Espartero no va participar. En havent tornat a Espanya el grup va mantenir les relacions clientelars de suport mutu durant la Primera Guerra Carlina entorn d'Espartero, que continuarien un cop va haver assumit la regència.
Al favoritisme cap als “ayacuchos” s'hi sumava el malestar pels retards en les pagues als oficials de l'exèrcit i les dificultats que aquestos tenien per promocionar-se i desenvolupar la seva carrera militar. Però això no era culpa d'Espartero, sinó de l'existència d'un problema de fons: l'excessiu nombre d'oficials, caps i generals de l'exèrcit en aquells moments, producte de les guerres gairebé permanents en què s'havia vist embolicada Espanya entre 1808 i 1840. Un problema notablement agreujat pel Conveni de Bergara, que permetia l'ingrés en l'exèrcit dels oficials carlistes, i al que molts d'ells s'havien acollit. L'estat era incapaç de fer front al cost econòmic d'un exèrcit amb les plantilles inflades i que el republicà Fernando Garrido va definir uns anys després com “el més car del món”. Així “les pagues es van fer cada vegada més esporàdiques i l'exèrcit es va convertir en font de protestes. Un regiment va arribar a declarar-se en vaga el 1841”.
Segons Juan Francisco Fuentes, “es va crear així un cercle viciós molt difícil de trencar: els militars volien cobrar el seu sou, prosperar en la seva carrera i tenir una destinació d'acord amb la seva graduació. Els governants, per la seva banda, ja fossin civils o militars, mancaven del valor polític per abordar la necessària reforma de l'exèrcit, cosa que exigia una reducció dràstica del nombre de gradacions, però en mantenir-se tal estat de coses, perpetuaven el descontentament dels militars i la seva disposició a participar en tot tipus d'aventures polítiques”. A més, això va encoratjar el naixement d'un discurs corporativista i militarista canalitzat a través de periòdics de nom tan significatiu com "El Grito del Ejército", o "El Archivo militar" que va arribar a escriure en la seva edició del 30 de setembre de 1841:
| « | No podem ni volem dir: "l'Estat som nosaltres", però direm: "la pàtria, o si us sembla millor, la part més pura de la pàtria som nosaltres". | » |

### L'obra legislativa de les Corts
Les noves Corts van iniciar una intensa tasca legislativa que, donada l'aclaparant majoria progressista, va enllaçar amb el que havien fet els governs del mateix signe presidits per Juan Álvarez Mendizábal i per José María Calatrava en la dècada anterior. Així, una llei de 19 d'agost de 1841 va completar el procés legal de desvinculació dels béns nobiliaris en pubillatge i una altra del 2 de setembre de 1841 va ampliar la desamortització de Mendizábal als béns del clergat secular. Aquesta llei, juntament amb l'abolició definitiva del delme, a més d'altres projectes “ anticlericals” –com la renovació de l'obligatorietat del clergat de jurar fidelitat al poder constituït, del 14 de novembre de 1841, o el projecte de llei sobre jurisdicció eclesiàstica presentat al mes següent-, van empitjorar les relacions del règim isabelí amb el Vaticà, ja tenses des que el nunci va abandonar Espanya el 1835. El papa Gregori XVI va protestar pel que considerava ingerència del govern en matèria eclesiàstica.
El sacerdot conservador Jaume Balmes va arribar a acusar el govern d'estar guiat per un esperit “cismàtic” i que volia convertir l'Església espanyola en alguna cosa semblant a la protestant Església anglicana. També es va restablir la llei d'impremta progressista de 1837, cosa que va permetre ampliar notablement la llibertat d'expressió de la premsa, inclosa la que era crítica amb el govern.
També destaquen les lleis que van intentar regularitzar els furs navarresos i els furs bascos. Ara bé, si en el primer cas el procés de negociació amb la Diputació Foral de Navarra va tenir èxit i l'acord va ser ratificat per les Corts en aprovar la Llei Paccionada Navarra del 20 de setembre de 1841, que “harmonitzava” els furs amb la Constitució de 1837, en el segon cas l'“arranjament foral” no va ser possible i Biscaia, Àlaba i Guipúscoa van romandre en la indefinició legal que no es resoldria fins al 1876. Tanmateix, dos decrets van limitar les atribucions de les tres diputacions forals basques. El primer, del 5 de gener de 1841, va eliminar la passada foral que fins llavors permetia a les diputacions forals no complir les lleis de l'Estat que fossin contràries als seus furs. El segon va ser un decret del 29 d'octubre de 1841 que va suprimir les duanes interiors, va establir els jutjats de primera instància a les tres províncies i va ampliar el nombre de persones que podien votar en les eleccions municipals i forals.

### El fracassat pronunciament moderat de 1841 i les seves conseqüències
El govern d'Antonio González González va haver de fer front al pronunciament de 1841 organitzat des de París per la regent María Cristina amb la col·laboració del Partit Moderat i protagonitzat pels generals afins, encapçalats per Ramón María Narváez i en el qual també estava implicat el jove coronel Juan Prim, tot i ser proper als progressistes.

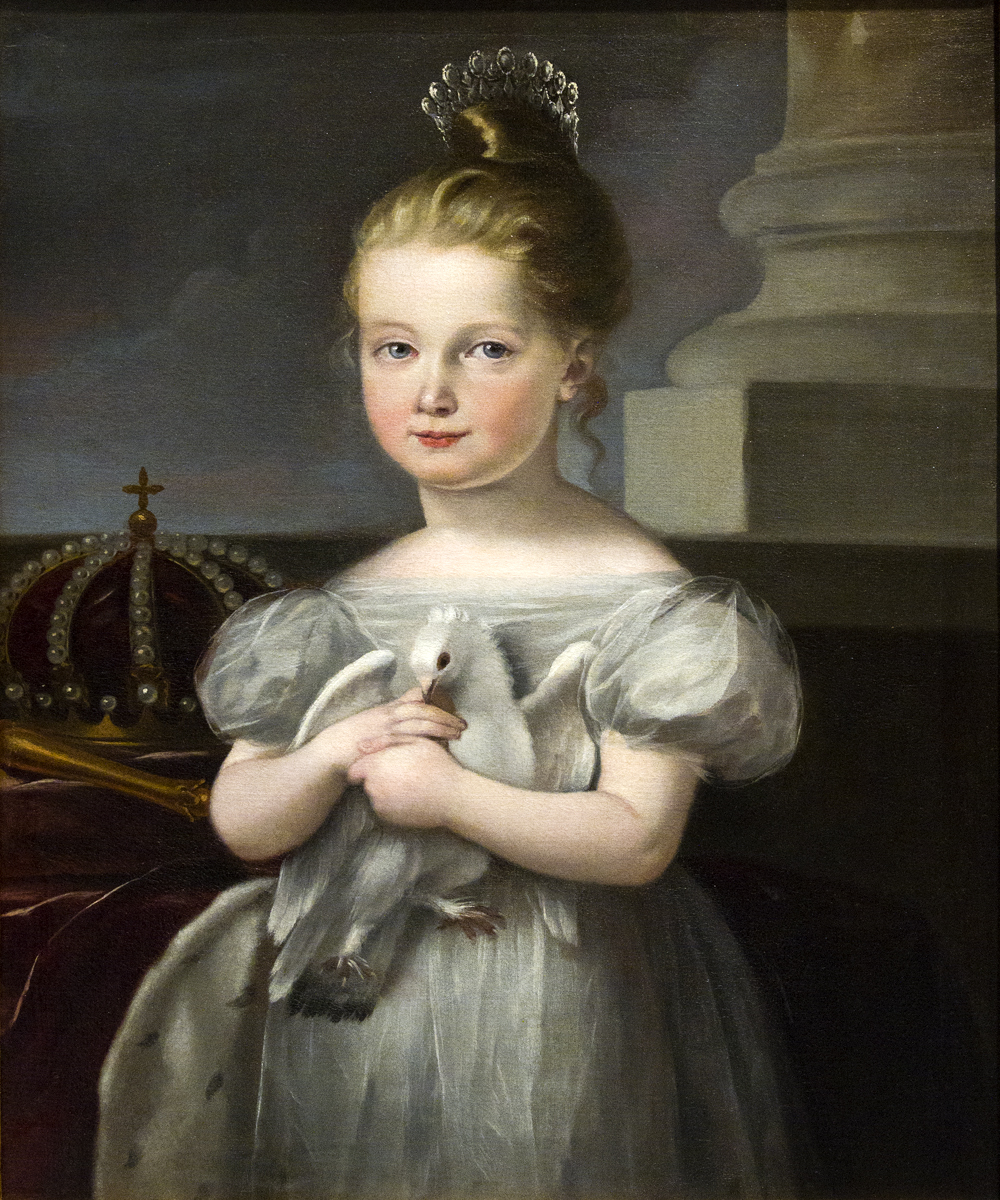
Isabel II, de nena (cap a 1840).

El moviment militar el va iniciar, el 27 de setembre a Pamplona, el general Leopoldo O’Donnell, però no va aconseguir que la ciutat proclamés com regent a María Cristina, malgrat haver ordenat bombardejar la ciutat des de la seva ciutadella. L'inici efectiu del pronunciament va ser la revolta de Vitòria pel general Piquer el 4 d'octubre, que fou seguida per la proclamació pel general Urbiztondo, a Vergara, de María Cristina com a regent, a l'hora que es constituïa en el seu nom una anomenada “Junta Suprema de Govern” presidida per Montes de Oca.
El mateix dia 7 d'octubre té lloc el fet més significatiu del pronunciament: l'assalt al Palau Reial per capturar Isabel II i la seva germana i “portar-les al País Basc; allí es proclamaria de nou la tutoria i regència de María Cristina i es nomenaria un govern presidit per Istúriz. El 7 d'octubre, en una nit plujosa, els generals Diego de León i Manuel de la Concha, amb la complicitat de la guàrdia exterior, van entrar en el Palau Reial, però no van aconseguir apoderar-se de les dues nenes, davant la resistència que van fer en l'escala principal els alabarders”. El general Diego de León es va lliurar convençut que Espartero no l'afusellaria.
La justificació del pronunciament va ser que la “reina estava segrestada” pels progressistes, a través del seu tutor Agustín de Argüelles i de la dama de companyia nomenada per aquest, la comtessa d'Espoz y Mina, vídua del famós guerriller i militar liberal Francisco Espoz i Mina –en realitat el que estaven fent els progressistes era portar a la pràctica una de les seves aspiracions fonamentals: controlar l'educació de la reina, sobre la idea d'una “reina liberal”.
L'objectiu del pronunciament era, doncs, el retorn de María Cristina, “desitjosa de recuperar la Regència i la tutela règia de la qual havia estat formalment apartada, fet aquest últim bàsic, ja que suposava controlar els ressorts de Palau, com a poder de fet en la presa de decisions polítiques i econòmiques”.
Segons Juan Francisco Fuentes, el pronunciament era no només antiesparterista sinó també antiliberal, “cosa que s'explica pel pes determinant que tant l'exregent –que va finançar la revolta amb més de vuit milions de rals- com el seu marit, Fernando Muñoz, van tenir en la direcció del cop i per la participació en el mateix de sectors carlistes descontents amb el suposat incompliment del Conveni de Bergara… així com la notòria complicitat de les diputacions forals, contràries a la solució centralista que acabava de donar el govern als furs bascos”. Així mateix comptava amb el suport dels exmilitars carlistes descontents perquè encara estaven pendents del reconeixement de la graduació aconseguida durant la Primera Guerra Carlista i de la consegüent integració en l'exèrcit, tal com s'havia pactat en el Conveni de Bergara. “No és que la ‘qüestió carlista’ fos la clau del pronunciament, però sí que va procurar base social i cobertura territorial. Resulta significatiu que els principals nuclis de la seqüència del pronunciament se situessin en el País Basc-Navarra”.
Les conseqüències

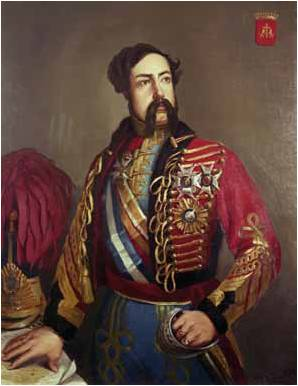
General Diego de León, afusellat per la seva implicació en el cop d'estat.

La resposta d'Espartero va trencar amb una de les regles no escrites entre els militars respecte dels pronunciaments –respectar la vida dels derrotats-, ja que va manar afusellar els generals Montes de Oca, Borso de Carminati i Diego de León, la qual cosa va causar un enorme impacte en gran part de l'exèrcit i en l'opinió pública, inclosa la progressista. La mort del jove general Diego León, “a qui Espartero es va negar a indultar, va quedar en la memòria popular com un crim imperdonable del regent”. D'altra banda, la dura repressió duta a terme per Espartero no va acabar amb la conspiració moderada, que va continuar actuant a través de la clandestina "Orden Militar Española".
Una altra de les conseqüències del pronunciament moderat de 1841 va ser que a diverses ciutats es va produir un aixecament progressista per impedir-lo, encara que, un cop derrotat, algunes juntes van desobeir l'ordre d'Espartero de dissoldre's i van desafiar l'autoritat del regent. Els successos més greus es van produir a Barcelona on la “Junta de Vigilància” presidida per Joan de Llinàs, aprofitant l'absència del capità general Juan Van Halin que s'havia desplaçat a Navarra per acabar amb el pronunciament moderat, va procedir a demolir l'odiada fortalesa de la Ciutadella, construïda per ordre de Felipe V després de la seva victòria en la guerra de successió espanyola, que era considerada per la majoria dels barcelonins un instrument d'opressió. A més amb aquesta mesura es pretenia proporcionar treball als molts obrers que es trobaven en l'atur. La resposta d'Espartero va ser suprimir la Junta per “abús de la llibertat” i desarmar a la milícia, a més de dissoldre l'ajuntament i la diputació de Barcelona i fer pagar a la ciutat la reconstrucció dels murs de la Ciutadella que ja s'havien enderrocat.

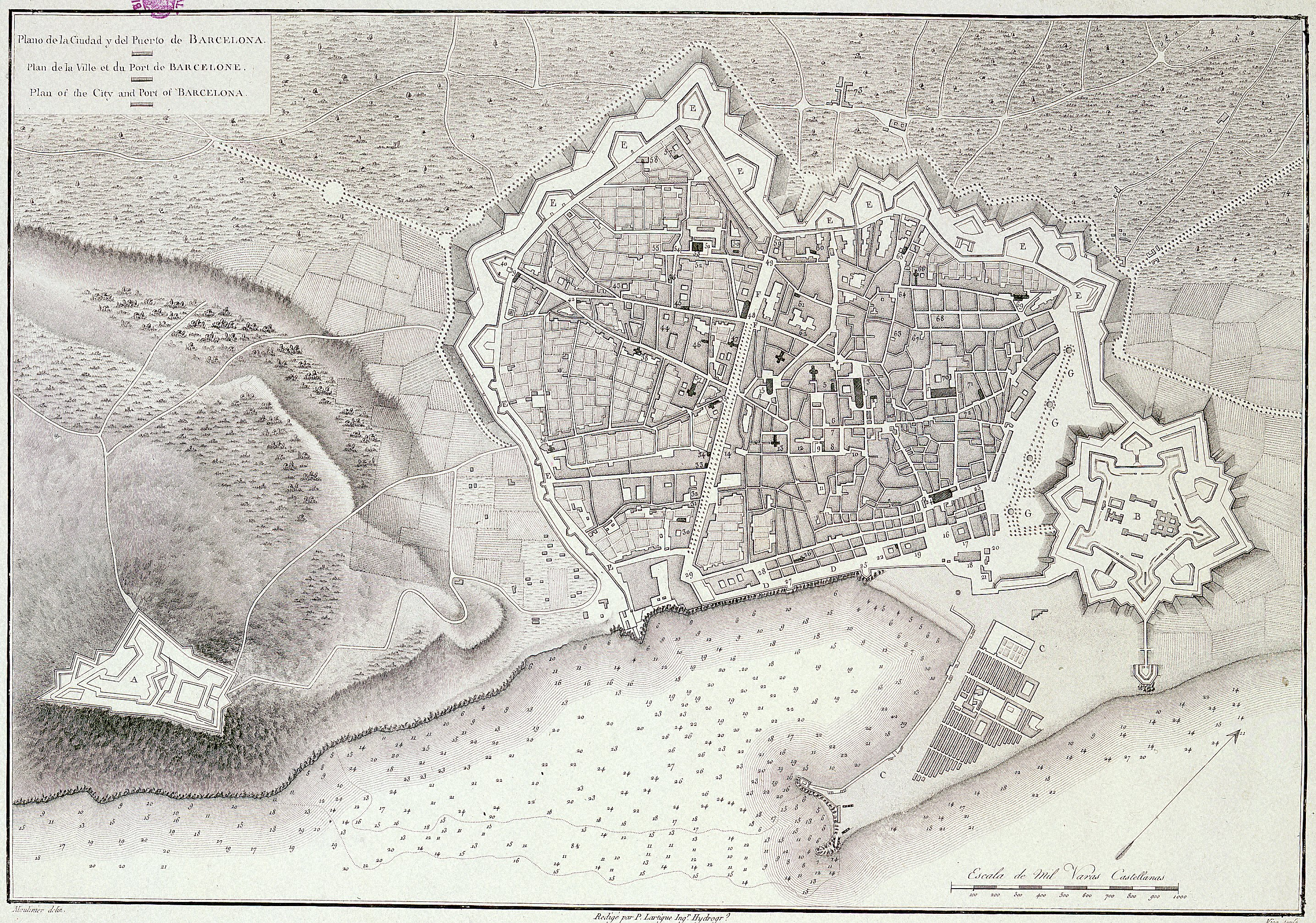
Plànol de Barcelona de 1806 amb la fortalesa de la Ciutadella, a la dreta, integrada dins de les muralles, i a l'esquerra la muntanya de Montjuïc.

Poc després, al desembre de 1841, es van celebrar eleccions municipals, en les quals, en algunes ciutats com Barcelona, València, Sevilla, Cadis, Còrdova, Alacant o Sant Sebastià es va produir per primera vegada un ascens notable del republicanisme. Això va fer que, a les tradicionals reivindicacions populars, com la supressió dels consums i l'abolició de les lleves, s'hi sumés la supressió de la Monarquia, la reducció de la despesa militar o el repartiment de les terres. D'aquesta forma naixia i es consolidava un moviment radical a l'esquerra del Partit Progressista “que conjuminava la lluita per la democràcia plena, identificada amb la república i el federalisme, amb l'aspiració a una societat més igualitària”.
Un dels suports amb què comptava aquest moviment republicà, a més de personatges com Abdó Terrades o Wenceslau Ayguals de Izco, eren les societats obreres d'ajuda mútua, la primera de les quals, la de teixidors, havia nascut a Barcelona el maig de 1840 –“veritable fita en la història del moviment obrer espanyol, que començava a organitzar-se, allí on pròpiament existia classe obrera, al marge de les formes d'associació i de lluita de les classes mitjanes liberals”. L'“Associació mútua d'obrers de la indústria cotonera”, presidida per Joan Munts, s'havia fundat a l'empara de la real ordre de 28 de febrer de 1830 sobre societats d'auxili mutu.
En 1842 les societats obreres ja s'havien consolidat i mantenien un dur torcebraç amb la patronal per millorar les seves condicions de treball i els seus drets laborals.

### La insurrecció i bombardeig de Barcelona de finals de 1842

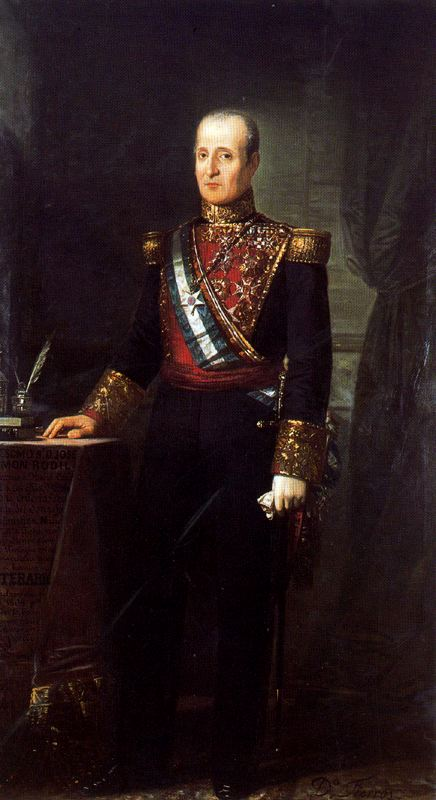
Retrat del general José Ramón Rodil y Campillo.

El 28 de maig de 1842 va caure el govern d'Antonio González a causa d'un vot de censura que va prosperar en les Corts i que va presentar el Partit Progressista. “Amb aquest enfrontament absurd entre les corts i un govern del propi partit que hi dominava s'iniciava el suïcidi del progressisme”.
Va ser llavors quan el Partit Progressista va proposar com a candidat al progressista “pur” Salustiano de Olózaga, però Espartero, en canvi, va nomenar el general “ayacucho” José Ramón Rodil y Campillo i, un mes i mig més tard, va tancar les Corts. En designar un membre de la seva camarilla militar per a la presidència del govern, “Espartero es desviava del seu paper d'àrbitre, replegant-se a un cercle íntim compost principalment per militars vinculats a la seva persona, que no responien al contingut parlamentari progressista”. Amb aquest nomenament Espartero va mantenir la dualitat de poders que gaudia, la prefectura de l'Estat i la presidència de facto del poder executiu, com es va demostrar en el bombardeig de Barcelona de desembre de 1841 que va ser decidit per ell i no pel govern de Rodil, i que va constituir “un dels episodis que més va contribuir a la deterioració de la figura del Regent”.
El 13 de novembre de 1842 va esclatar a Barcelona una insurrecció, a la qual es va sumar la milícia, i en poques hores la ciutat es va omplir de barricades. El seu detonant va ser la notícia que el govern es disposava a signar un acord comercial lliurecanvista amb Gran Bretanya que rebaixaria els aranzels als productes tèxtils anglesos, cosa que suposaria la ruïna per a la naixent indústria cotonera catalana. L'espurna inicial, no obstant, va saltar per un aldarull que es va produir en el Portal de l'Àngel en relació amb els consums el 13 de novembre, un diumenge a la tarda. La resposta de l'autoritat militar va ser ocupar l'ajuntament i detenir diversos periodistes d'El Republicano, presents en els fets. L'endemà una comissió que demanava que s'alliberés els detinguts, també va ser empresonada.
Va començar llavors una guerra de barricades protagonitzada per la milícia, recolzada per paisans armats, que va obligar el capità general, el “ayacucho” Juan Van Halin, a ordenar als seus homes que abandonessin la ciutat i que es repleguessin cap al castell de Montjuïc, des d'on es dominava la ciutat, i cap a la fortalesa de la Ciutadella, a l'altre extrem de l'urbs.
El replegament de les tropes governamentals va ser considerat un triomf pels revoltats la Junta dels quals –presidida per Juan Manuel Carsy i que tenia el seu origen en la “Junta de Vigilància”, que s'havia format a Barcelona l'any anterior- va fer públic el seu programa que demanava:
| « | Unió entre tots els liberals. A baix Espartero i el seu govern. Corts constituents. En cas de regència, més d'un; en cas d'enllaç de la reina Isabel II, amb espanyol. Justícia i protecció a la indústria nacional | » |

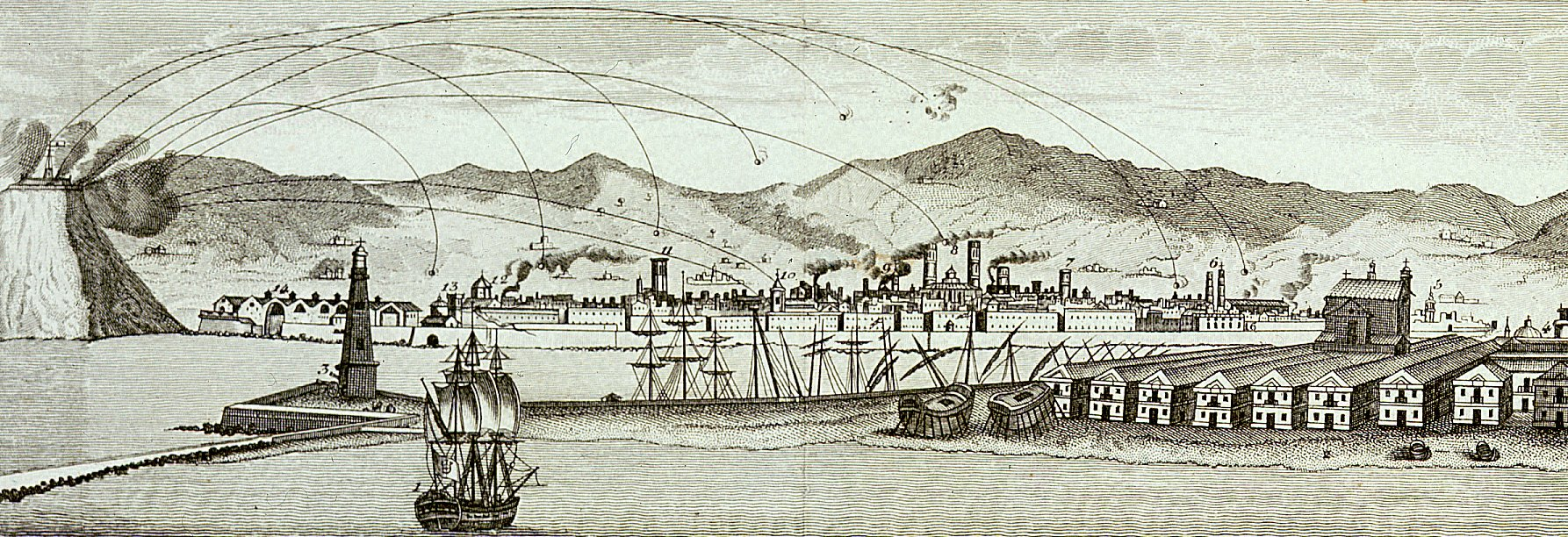
Bombardeig de Barcelona des del castell de Montjuïc.

El regent Espartero va decidir dirigir personalment la repressió de la insurrecció i el 22 de novembre va arribar a Barcelona. Aquest mateix dia el general Van Halin, per ordre d'Espartero, va comunicar que Barcelona seria bombardejada des del castell de Montjuïc si abans de 48 hores no es rendien els insurrectes. Llavors va cundir el desconcert a la ciutat i la Junta va ser substituïda per una altra més moderada, amb la qual Espartero es va negar a negociar, i per una tercera dominada pels republicans i disposta a resistir.
Finalment el 3 de desembre de 1842 va començar el bombardeig i l'endemà la ciutat es rendia i l'exèrcit hi tronava a entrar. Des dels canons de Montjuïc es van disparar 1.014 projectils que van malmetre 462 cases i van causar vint víctimes mortals entre els habitants de la ciutat.
La repressió ordenada per Espartero va ser molt dura. Es va desarmar la milícia i diversos centenars de persones van ser detingudes, de les quals unes cent van ser afusellades. A més es va castigar col·lectivament la ciutat amb el pagament d'una contribució extraordinària de 12 milions de rals per sufragar la reconstrucció de la Ciutadella. També va dissoldre l'Associació de Teixidors de Barcelona i va tancar tots els periòdics excepte el conservador Diari de Barcelona. Abans de tornar a Madrid el 22 de desembre, des de la seva residència a Sarrià sense haver trepitjat Barcelona, va substituir Van Halin al capdavant de la Capitania General de Catalunya en general, també “ayacucho”, Antonio Seoane, qui, segons va manifestar, es proposava governar Catalunya “afusellant i tirant metralla”.
Espartero havia aconseguit acabar amb la revolta però amb el bombardeig i la dura repressió posterior va perdre l'“immens suport social i polític que havia tingut tradicionalment a Barcelona. No és gens estranya la unanimitat que tindrà a Catalunya l'aixecament general contra Espartero el 1843”. A més “el símbol de Barcelona també va actuar sobre Madrid. El retorn d'Espartero va ser acollit amb una fredor que contrastava amb l'alegria i pompositat de 1840”.

### La crisi de maig de 1843
Després del bombardeig de Barcelona, Espartero va perdre la major part de la popularitat que s'havia guanyat com a vencedor en la primera guerra carlista i que l'havia fet mereixedor del títol de “Duc de la Victòria”. Els primers mesos de 1843 es va anar formant una heterogènia “coalició antiesparterista” a la qual es van anar integrant tots aquells grups i sectors que rebutjaven la política d'Espartero i de la seva camarilla dels “ayacuchos”.
Poc després de tornar a Madrid, Espartero va dissoldre les Corts el 3 de gener de 1843 i va convocar noves eleccions per al març, a les quals, aquesta vegada, sí que es van presentar els moderats. El 3 d'abril de 1843 les noves Corts van obrir les sessions i durant tot el mes la seva única activitat va ser la discussió de les actes, perquè es van denunciar els abusos comesos pel govern i l'exèrcit per assegurar-se el triomf dels candidats “esparteristas”. Acabada la discussió de les actes es va comprovar que el Partit Progressista havia tornat a obtenir la majoria, però com que el partit estava fragmentat en tres sectors i només un d'ells seguia donant suport al regent –el sector precisament anomenat “esparterista”- mentre que els altres dos -el dels “legals” que encapçalava Manuel Cortina i el dels “purs” amb Joaquín María López al seu front- eren hostils a Espartero, en realitat era l'oposició “antiesparterista” la que tenia la majoria a la Cambra, gràcies a la suma dels diputats progressistes “legals” i “purs”, els diputats demòcrata-republicans i els moderats. El primer acte de la nova majoria va ser forçar la caiguda del govern del general “ayacucho” Rodil i obligar el regent a nomenar com a nou president, el 9 de maig, el capdavanter dels progressistes “purs” Joaquín María López, que sí que va obtenir el suport de la Cambra.

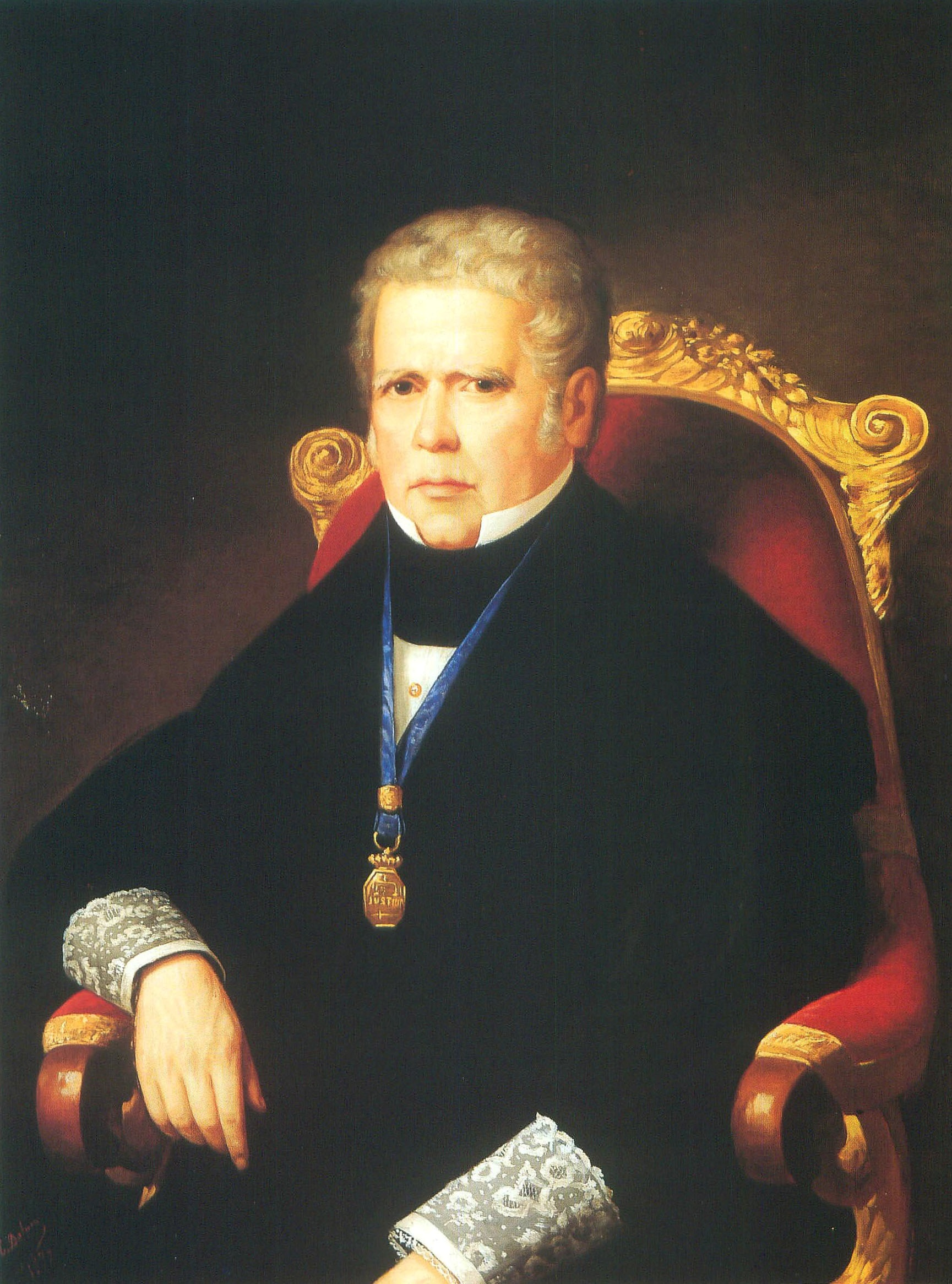
Álvaro Gómez Becerra.

La crisi es va aguditzar quan el govern de López va exigir que Espartero destituís el general Linaje com a secretari personal seu  –i el nomenés cap d'alguna capitania general, perdent també el càrrec d'inspector d'infanteria i de milícies-, buscant amb això desmantellar la camarilla de “ayacuchos” que recolzava el "caudillisme" del general Espartero. La resposta d'Espartero va desfermar la crisi, perquè en lloc d'acomiadar el seu secretari el que va fer el regent va ser destituir José María López, el govern del qual només havia durat 10 dies.
El 19 de maig Espartero va nomenar Alvaro Gómez Becerra nou president del govern, però en conèixer-se la notícia al Congrés els diputats van votar una moció de suport al govern destituït que es va aprovar per 114 vots contra 3, la qual cosa era de facto una moció de censura contra el regent. Quan Gómez Becerra es va presentar a la cambra va ser rebut amb crits de “Fora, fora!” des de les tribunes i el progressista “pur” Salustiano de Olózaga va intervenir per comminar el regent a triar “entre aquest home [en referència al general Linage] i la nació sencera representada pel congrés unànime dels seus diputats”. Va acabar el seu discurs amb un “Déu salvarà el país i salvarà la reina!” que convertit en “Déu salvi el país, Déu salvi la reina!”, va ser el crit de guerra de la revolta contra Espartero que va esclatar al mes següent. El 26 de maig les sessions de les Corts van quedar suspeses.

## El final de la regència d'Espartero
La crisi de maig va ampliar i va unir encara més els sectors antiesparteristas malgrat ser tan heterogenis en incloure des dels moderats fins als demòcrates i republicans, passant per la majoria del Partit Progressista. “Les decisions preses pel general en la crisi de maig es van considerar un atemptat flagrant contra l'ordre constitucional i van convertir la conspiració antiesparterista en un moviment en defensa de la legalitat”.
Només conèixer-se la destitució del govern de Joaquín María López i la suspensió de les Corts, el 27 de maig es va produir un aixecament a Reus encapçalat pels militars, propers al progressisme, Joan Prim i Milans del Bosch al crit de “A baix Espartero! Majoria [d'edat] de la Reina!”. Encara que el general esparterista Zurbano va aconseguir dominar la rebel·lió de Reus, Barcelona es va sumar de seguida al moviment, formant-se al juny una Junta suprema de govern de la província de Barcelona en la qual figuraven republicans, progressistes i moderats. Poc després el general Prim feia la seva entrada triomfal a la ciutat.
La insurrecció es va estendre de seguida no només per la resta de la franja mediterrània i Andalusia –la típica “geografia juntera”- sinó que també s'hi van sumar ciutats de l'interior com Valladolid, Burgos o Conca i les del País Basc, on els moderats predominaven. “Unes revoltes que van acceptar la suposadament desinteressada col·laboració dels generals moderats, que havien creat a França una “Sociedad Militar Española”, organitzada com una agrupació secreta,.. i que tornaven ara, recolzats de nou pels diners de la regna mare”.

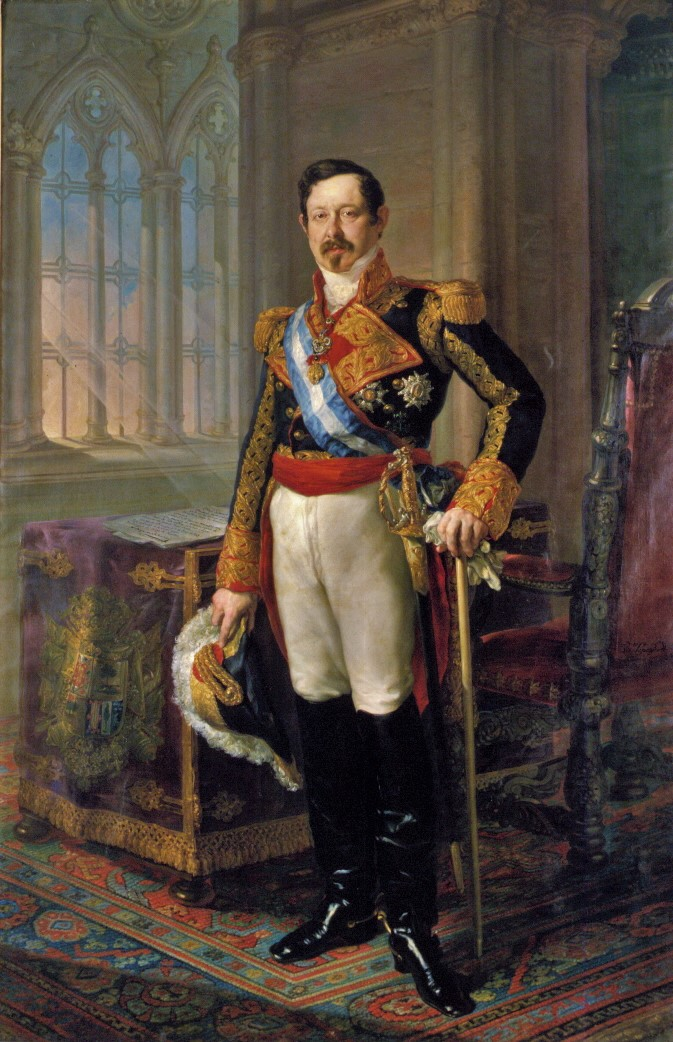
General Ramón María Narváez. (Museu de Belles arts de València).

El 21 de juny Espartero va marxar a València per dirigir les operacions contra els revoltats. Però el 27 de juny van desembarcar-hi, procedents de l'exili a París, tres generals afins al Partit Moderat -Ramón María Narváez, Manuel Gutiérrez de la Concha i Juan González de la Pezuela- cosa que va obligar a Espartero a desistir de la seva intenció d'arribar a València, aturant-se a Albacete.
El 27 de juny desembarcava a Barcelona un altre dels generals conjurats, el general Francisco Serrano, acompanyat del polític Luis González Bravo –en aquell moment en les files dels progressistes “legals”. L'endemà, després d'autoproclamar-se “ministre universal”, decretava la destitució del regent i del govern de Gómez Becerra.
Segons Josep Fontana el que pretenia Serrano era “estabilitzar una situació confusa en què Narváez havia assumit inicialment el protagonisme, amb la finalitat de donar-li una sortida política, assegurant el restabliment del govern López [en el qual Serrano havia estat ministre de la Guerra] i amb això, la continuïtat dels progressistes en el poder. Al mateix temps Serrano nomenava Narváez capità general, confirmant el càrrec que li havia donat la Junta revolucionària de València, amb la intenció d'evitar que entorn d'ell sorgís un poder polític paral·lel. La Junta de Barcelona va assumir aquesta pretensió i va nomenar Serrano, el 29 de juny, cap d'un ‘govern provisional' que representava el restabliment del vell ministeri progressista, a canvi que aquest acceptés, com ho va fer, el programa de tres punts dels revolucionaris barcelonins: ‘Constitució de 1837, Isabel II i Junta central'. Després d'haver promès a Barcelona tot el que se li demanava, Serrano va marxar a Madrid, mentre els barcelonins reprenien l'enderrocament de les muralles”.

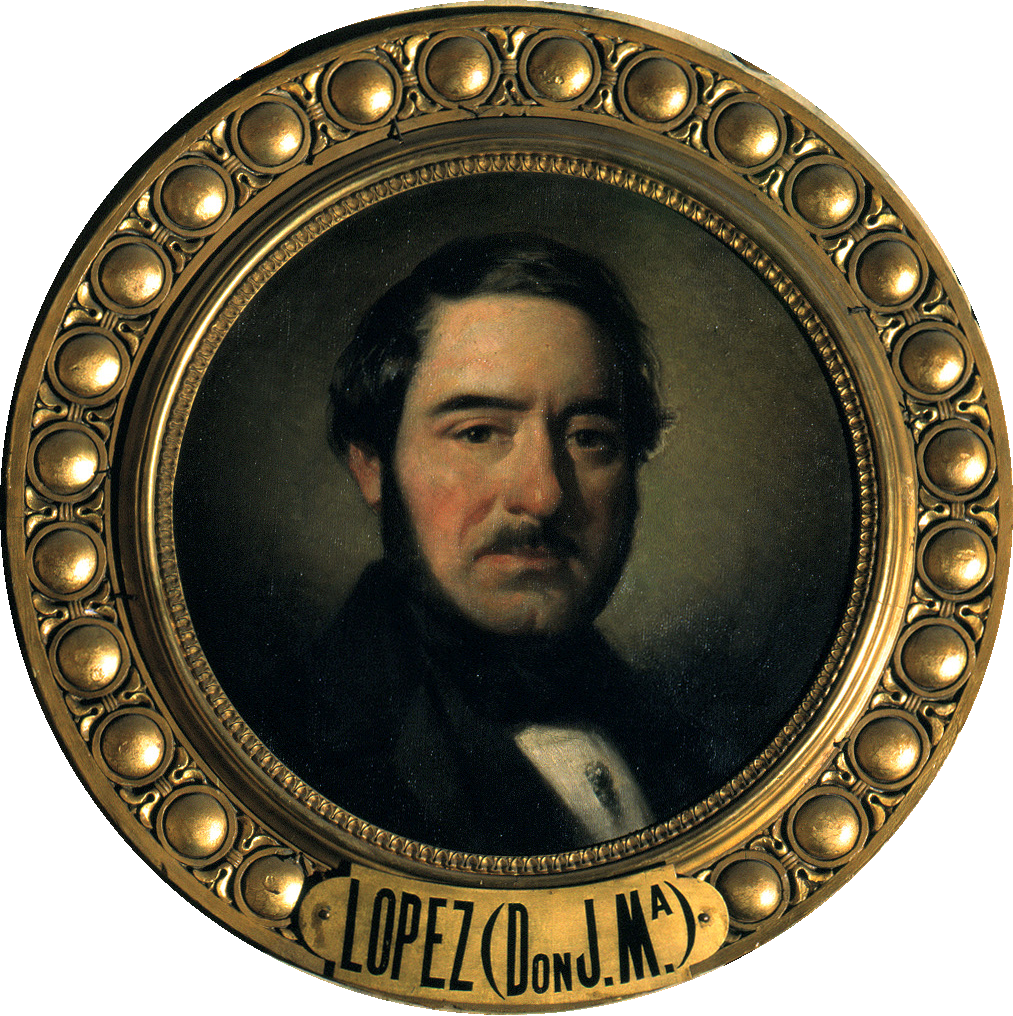
Joaquín María López

El 22 de juliol va haver-hi, prop de Madrid, la batalla de Torrejón d'Ardoz en la qual es van enfrontar les tropes governamentals manades pel general “ayacucho” Antonio Seoane, procedents d'Aragó, i les tropes revoltades, a les ordres del general Narváez, que venien de València. En realitat amb prou feines va haver-hi combat –només va durar un quart d'hora havent-hi, entre els dos bàndols, dos morts i vint ferits- perquè gairebé totes les tropes de Seoane es van passar al bàndol rebel al crit de “Tots som un!”. El 23 de juliol Narváez feia la seva entrada a Madrid i restablia Joaquín María López com a president del govern.
No obstant això, López no va reconèixer el compromís pactat entre Serrano i la junta de Barcelona de convocar una Junta central que assumís el poder -cosa que acabaria desencadenant la “revolució centralista” catalana de setembre-novembre de 1843 coneguda com la «Jamancia», quan Espartero ja havia caigut.
En conèixer el desenllaç de la batalla de Torrejón d'Ardoz el general Espartero, que es trobava a Andalusia combatent la rebel·lió –havia fracassat en el seu intent de prendre Sevilla malgrat haver estat bombardejada per Van Halin-, va decidir marxar a l'exili juntament amb alguns dels seus homes de confiança. El 30 de juliol tots ells embarcaven a Puerto de Santa María en un vaixell britànic rumb a Anglaterra. Va ser la fi de la regència d'Espartero.